# Jacob Neestrup
Jacob Neestrup Hansen (Copenhague, Dinamarca, 8 de marzo de 1988) es un exjugador y entrenador de fútbol danés. Actualmente dirige al FC Copenhague de la Superliga de Dinamarca.
Neestrup, ex mediocampista, surgió de la cantera del FC Copenhague, pero vio su carrera perjudicada en gran medida debido a las lesiones. Tras retirarse en 2011, fue nombrado entrenador del Viborg en junio de 2019, después de haber trabajado como asistente en Copenhague la temporada anterior.

## Carrera como jugador
Aunque su debut con el primer equipo del FC Copenhague se produjo el 20 de septiembre de 2006 en la Copa de Dinamarca, no ascendió al primer equipo hasta el verano de 2007. Se lesionó apenas dos minutos después de su debut profesional. Posteriormente, la lesión lo dejó fuera de juego durante 8 meses. Después de recuperarse, Neestrup hizo su debut en la Superliga danesa en el último partido de la temporada 2006-07 contra el Vejle Boldklub
En mayo de 2010, Neestrup fue fichado por el equipo islandés FH Hafnarfjörður. Su paso por el club no fue exitoso, quedando fuera de juego gran parte de la temporada debido a lesiones y a un accidente automovilístico. Después de seis meses, regresó a Dinamarca para firmar con el club Fremad Amager de la cuarta división.

## Carrera como entrenador
El 20 de junio de 2019, se confirmó que Neestrup había sido nombrado entrenador del Viborg FF para la próxima temporada. El 22 de diciembre de 2020, se anunció que Neestrup dejaría el club a finales de año y regresaría al FC Copenhague como asistente técnico de Jess Thorup. Dejó al equipo de Viborg en la cima de la Primera División de Dinamarca.
El 20 de septiembre de 2022 fue anunciado como nuevo entrenador del FC Copenhague tras el despido de Jess Thorup.

## Clubes

### Como jugador
| Club                 | País      | Año       |
| -------------------- | --------- | --------- |
| FC Copenhague        | Dinamarca | 2007-2009 |
| Stavanger IF Fotball | Noruega   | 2009-2010 |
| FH Hafnarfjörður     | Islandia  | 2010-2011 |
| Fremad Amager        | Dinamarca | 2011      |

### Como entrenador
| Club          | País      | Año           | PJ  | G  | E  | P  | GF  | GC  | DG   | Efect.% |
| ------------- | --------- | ------------- | --- | -- | -- | -- | --- | --- | ---- | ------- |
| Viborg FF     | Dinamarca | 2019-2020     | 54  | 31 | 13 | 10 | 116 | 65  | +51  | 65,43%  |
| FC Copenhague | Dinamarca | 2022-presente | 78  | 42 | 17 | 19 | 152 | 94  | +58  | 61%     |
| Total         | Total     | Total         | 132 | 73 | 30 | 29 | 268 | 159 | +109 | 62,87%  |

## Palmarés

### Como jugador

#### Campeonatos nacionales
| Título                 | Club          | País      | Año     |
| ---------------------- | ------------- | --------- | ------- |
| Superliga de Dinamarca | FC Copenhague | Dinamarca | 2008-09 |
| Copa de Dinamarca      | FC Copenhague | Dinamarca | 2008-09 |

### Como entrenador

#### Campeonatos nacionales
| Título                 | Club          | País      | Año     |
| ---------------------- | ------------- | --------- | ------- |
| Superliga de Dinamarca | FC Copenhague | Dinamarca | 2022-23 |
| Copa de Dinamarca      | FC Copenhague | Dinamarca | 2022-23 |